# Placidochromis johnstoni
Placidochromis johnstoni (Syn.: Haplochromis johnstoni, H. sexfasciatus) ist eine Buntbarschart, die endemisch im ostafrikanischen Malawisee vorkommt. 

## Merkmale
Die Fischart kann eine Länge von 17 bis 20 cm erreichen und hat einen mäßig langgestreckten, seitlich abgeflachten Körper. Weibchen und Jungfische sind gelbgrau bis grünbeige gefärbt. Bei dominanten, fortpflanzungaktiven Männchen ist der Kopf metallisch blaugrün bis türkisfarben, der übrige Körper gelblich oder bläulich, Rücken- und Schwanzflosse sind hellblau und mit gelblichen bis rotvioletten oder bräunlichen ovalen Flecken gemustert. Die ersten Strahlen der Rückenflosse sind schwarz. Afterflosse und Bauchflossen sind grau, der erste Strahl der Bauchflossen ist weiß oder hellblau und die Brustflossen sind transparent. Beide Geschlechter zeigen auf den Körperseiten sechs dunkle Querbänder und einen dunklen Augenstrich. Nehmen die Tiere die Schreckfärbung an, so zeigen sie zwei dunkle Längsstreifen, einen auf der Mitte der Körperseite, die andere in der oberen Körperhälfte.
- Flossenformel: Dorsale XV–XVI/10–11, Anale III/8–9.
- Schuppenformel mLR 32–33, SL 20–26/12–14.

## Lebensweise
Placidochromis johnstoni lebt vor allem in flachem Wasser bis drei Meter Tiefe und ist dort zwischen Vallisnerienbeständen, seltener über steinigen Untergründen oder über gemischten Stein/Sand-Biotopen anzutreffen. In Tiefen von mehr als 15 Metern ist die Art sehr selten. Die Fische leben allein oder bilden gemischte Gruppen mit Männchen und Weibchen. Sie ernähren sich von Insektenlarven und kleineren Fischen. Wie alle haplochrominen Buntbarsche ist Placidochromis johnstoni ein Maulbrüter, bei dem das Weibchen die Brutpflege übernimmt. Zum Laichen gräbt das Männchen eine schüsselförmige Grube in den Sandboden. Nach dem Laichen nimmt das Weibchen die Eier ins Maul. Die Jungfische verlassen das mütterliche Maul erstmals nach etwa zwei bis drei Wochen. Sie werden auch danach noch vom Muttertier geschützt und vor allem in der Nacht ins Maul genommen. Große Weibchen können mehr als 100 Jungfische aufziehen.